# بانپور
بانپور (سندی: ڀنڀور ; اردو: بهنبهور، شهری است که قدمت آن به قرن اول قبل از میلاد می‌رسد و در سند امروزی پاکستان واقع شده‌است. ویرانه‌های شهر در بزرگراه ملی N-5 در شرق کراچی قرار دارند. قدمت آن به دوران سکاها و اشکانیان برمی‌گردد و بعداً از قرن هشتم تا سیزدهم توسط مسلمانان کنترل شد و پس از آن متروک شد. بقایای یکی از قدیمی‌ترین مساجد شناخته شده در منطقه که قدمت آن به سال ۷۲۷ بعد از میلاد بازمی‌گردد، هنوز در این شهر حفظ شده‌است. در سال ۲۰۰۴، وزارت باستان‌شناسی و موزه‌های پاکستان این مکان را برای میراث جهانی یونسکو ارائه کرد.
طرح بندر شامل پنج منطقه اصلی است که چشمگیرترین آنها، تپه‌ای به ارتفاع ۱۰ متر، در ساحل خود نهر قرار دارد. این تپه با ابعاد ۶۱۰ در ۳۰۵ متر، با دیوار دفاعی آهکی به عرض ۳ متر با ۴۶ سنگر گرد و ۳ دروازه مشخص است. در این بندر جایگاه مسجد، سرای (کاروانسرا) و دفاتر اداری شهر معلوم است. کتیبه ای مربوط به سال ۷۲۷ میلادی (حدود ۱۶ سال پس از فتح سند توسط ژنرال عرب، محمد بن قاسم)، در مسجد شهر نشان می‌دهد که این محل بهترین نمونه حفظ شده از یک مسجد اولیه در منطقه هندوستان است؛ زیرا دیگر مساجد مشابه بازسازی شده‌اند. در واقع، شواهد استفاده مجدد از سنگ‌های تراشیده‌شده از سازه‌های معابد هندوئیسم، نشان می‌دهد که این محل دست‌خوش یک تغییر عمده فرهنگی و آیینی شده‌است.

## میراث و اهمیت در سند
در ۲۳ آوریل ۲۰۱۴، دولت سند اعلام کرد که یک بخش جدید (متشکل از تاتا، بادین و سوجاوال) با نام بخش بانپور ایجاد می‌کند تا اهمیت تاریخی این مکان را برجسته کند.

## محل
بانبهور در کرانه شمالی نهر غارو، در حدود ۶۵ کیلومتری شرق کراچی در ناحیه تاتا سند، پاکستان واقع شده‌است.